# فرج البرعصی
فرج البرعصی (عربی: فرج البرعصي؛ ۱۹۶۰ – ۱۱ اوت ۱۹۸۹) بازیکن فوتبال اهل لیبی بود.
وی همچنین در تیم ملی فوتبال لیبی بازی کرده‌است.